# Marius Vizer
Marius Vizer (n. 7 noiembrie 1958, Tinca, România) este un om de afaceri româno-austriac, fost practicant de judo, președinte din 2007 al Federației Internaționale de Judo⁠(d).